# Simon Beck
Simon Beck, né le 19 août 1958, est un ingénieur géographe, cartographe et artiste britannique. Il s'est fait connaitre du grand public à partir des années 2010 pour ses œuvres de land art dans la neige, décrites par lui comme du snow art (littéralement « art de neige »).
Il réalise à partir de 2004 de grandes figures géométriques ou des dessins dans la neige. Ces œuvres sont tracées avec des traces de pas ou de raquettes, durant une seule journée, sur des superficies allant jusqu'à 8 hectares. Il a réalisé des œuvres dans différentes montagnes du monde : aux États-Unis (Powder Mountain), au Canada (Banff), dans les Alpes en France et Suisse, en Chine, au Japon, au Chili, en Sibérie. En France, il réside régulièrement dans la station des Arcs (Savoie).
Il réalise aussi des œuvres éphémères sur le sable de grandes plages. Les photographies de ses réalisations sont diffusées par Beck sur les réseaux sociaux et Internet.

## Ouvrages
- Simon Beck (trad. de l'anglais), Snow Art, Paris, S-éditions, 2014, 166 p. (ISBN 978-2-35640-123-6).